# Zero (art)

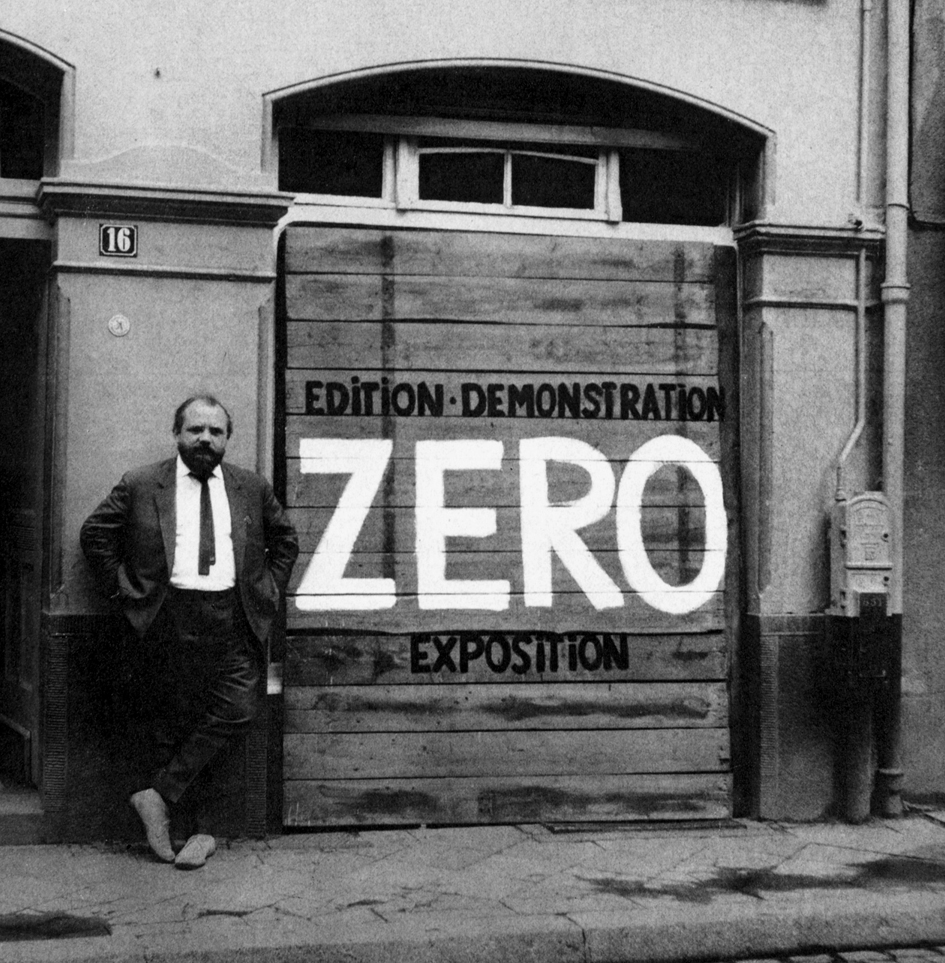
El galerista Alfred Schmela davant la seva galeria a Düsseldorf, l'any 1961. En aquest mateix any Zero exposaria a la Galeria Schmela i presentaria la seva revista "Zero, volum 3" (juliol 1961)

Zero és el nom del moviment creat a Düsseldorf (Alemanya) a finals del 1950 pels artistes alemanys Heinz Mack i Otto Piene, als quals s'hi sumaria Günther Uecker poc després. Volien establir un nou concepte d'art, proclamant l'hora zero per l'art alemany de postguerra.
El nom de Zero va ser escollit no com a mostra de nihilisme sinó per a representar la tendència minimalista, ús de formes i colors simples, etc.

## Història

### Inicis

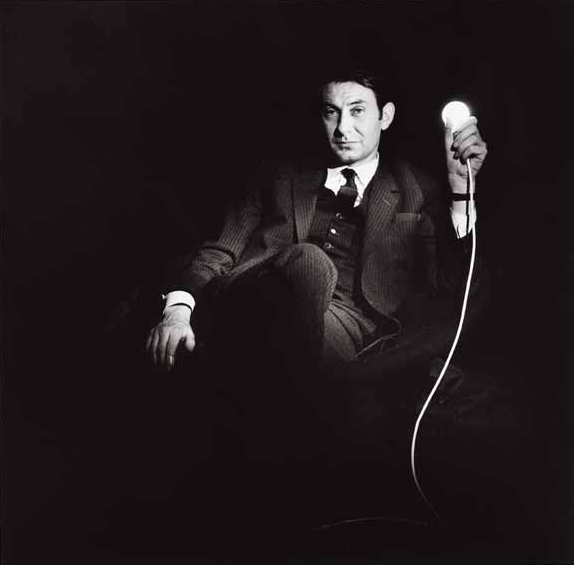
Otto Piene fotografiat per Lothar Wolleh

Zero es va crear a Düsseldorf entre l'any 1957 i 1958, inicialment per Heinz Mack i Otto Piene, als quals va unir-se l'any 1961, Günther Uecker. Es va començar per unes exposicions vespertines en l'estudi que els dos artistes tenien a Düsseldorf, com a protesta contra un món que consideraven defectuós. Els artistes es van unir amb la intenció de no caure en la subjectivitat dels moviments de post-guerra, com l'Art Informel o el Tachisme. Creien que l'art havia estat danyat per l'impacte de les dues guerres mundials, per tant l'única opció era començar de nou.

### Revista

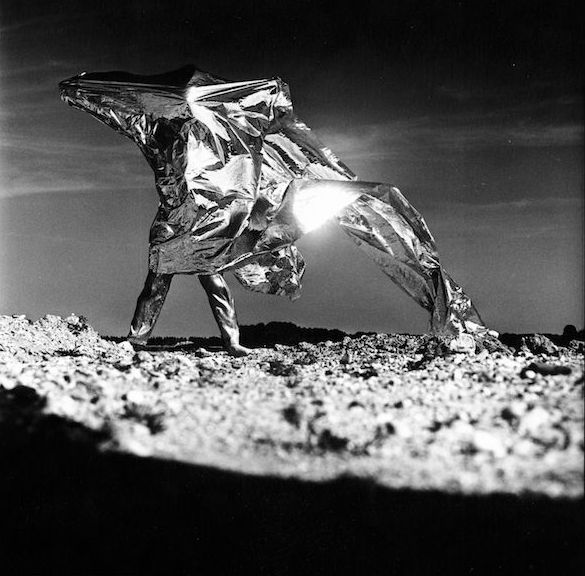
Heinz Mack fotografiat per Lothar Wolleh

L'evolució del grup va anar lligada amb una publicació anomenada Zero, de la qual només van arribar a publicar tres números.
El primer número va ser publicat l'abril de 1958: Zero, volum 1, que contenia textos d'Yves Klein, Otto Piene i Heinz Mack, entre altres artistes; també s'introduïa obra escrita com un poema d'Arthur Rimbaud. La primera publicació va coincidir amb la setena exposició vespertina: The Red Painting (El quadre vermell), també en el taller de Mack i Piene; va ser un esdeveniment en què hi van intervenir més de 40 artistes, una mostra de com Zero començava a expandir-se. Aquesta exposició destaca, ja que va començar a obrir les portes de la pintura monocroma.
El segon número de la revista: Zero, volum 2, es va publicar l'octubre de 1958, contenia manifestos i contribucions sobre història i art. Va coincidir aquest cop amb la vuitena exposició vespertina, anomenada Vibration (Vibració), que se centrava en la relació entre natura-home-tecnologia. En aquesta exposició Heinz Mack va presentar els seus primers relleus lluminosos, Zero anava deslligant-se dels medis purament pictòrics i introduint nous elements.
Entre els anys 1959 i 1960 els artistes van anar enfortint la seva relació, això va potenciar que comencessin a fer viatges i a organitzar exposicions col·lectives. Aquestes relacions van ajudar a intercanviar idees entre els artistes i a ampliar les noves opcions a l'hora de crear. Un dels contactes destacats d'aquest període és Piero Manzoni, artista italià que va promoure projectes, experiments i accions com publicar, junt amb Enrico Castellani, la revista Azimuth (primer número 1959) a Itàlia, per tal de donar a conèixer les pràctiques i tendències que estaven treballen els artistes vinculats a Zero.
El juliol de 1961, va tenir lloc la publicació de Zero, volum 3, a la galeria Schmela a Düsseldorf, amb gairebé un miler d'espectadors i mobilització de la policia. En aquest volum, apareix una de les seves fotografies més famoses, en què es capta el moviment d'uns llavis al pronunciar la paraula Zero. La publicació va anar acompanyada d'una exposició en què hi havia quadres, objectes, focus, bombolles de sabó, etc.
Aquest tercer volum seria l'últim de la revista Zero, però aquest esdeveniment aniria seguit de moltes més exposicions del grup i de l'organització d'aquestes en altres països. Es considera que a partir d'aquell moment va ser quan Zero va començar a expandir-se per tot Europa, deixant d'estar vinculat a un lloc o una època concreta.

## Obra

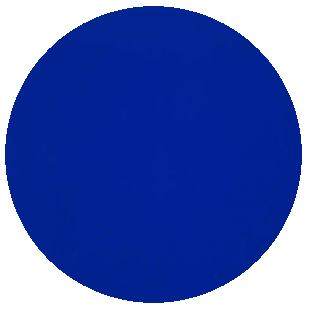
Exemple del color IKB, utilitzat en les obres d'Yves Klein

Les principals àrees d'exploració artística van ser diverses: el color (gairebé sempre monocrom), llum, moviment, espai, serialitat, van ser algunes de les àrees que van tractar.

### Monocromia
En els anys 50, una sèrie d'artistes, entre ells els pertanyents a Zero, van decidir experimentar amb la monocromia. En part, va ser una reacció amb l'enfocament expressiu de la pintura abstracta que dominava l'avantguarda europea i americana, a partir de moviments com el Tachisme, Art Informel o l'Expressionisme Abstracte. Aquesta reducció de la paleta, no només va afectar els quadres sinó també va donar lloc a relleus i escultures.
Al parlar de la monocromia de Zero, és inevitable fer menció especial a Yves Klein, un dels artistes més destacats del grup. Els seus quadres destaquen per l'ús monocrom de color blau ultramar, color que l'artista va fer patentar com a IKB (International Klein Blue).

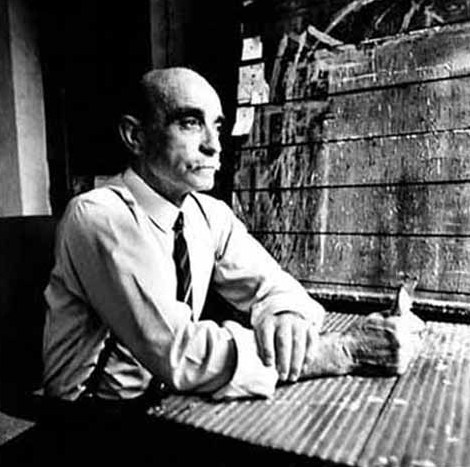
Lucio Fontana fotografiat per Lothar Wolleh

Piero Manzoni utilitzaria la monocromia en els seus Achromes (1957-63), en un inici van ser llenços blancs impregnats de guix o caolí, més endavant Manzoni experimentaria amb nous materials, com per exemple amb materials de cada dia com el pa.
Altres artistes destacats com Lucio Fontana, van obrir nous horitzons amb els seus Concetti spaziali (1947-68), sèries que incloïen pintures monocromes amb talls verticals. Heinz Mack va aplicar línies en les seves pintures monocromes per a generar dinamisme i sensació de vibració.

### Foc i fum
Diversos artistes de Zero van explorar les possibilitats de treballar amb el foc i el fum, seguint amb la intenció d'allunyar-se de la gestualitat de l'abstracció del moment, introduint així el procés químic de la combustió. Otto Piene i Yves Klein van crear sèries senceres de pintures utilitzant el foc, com a resultat d'un llarg treball.
Altres artistes Zero, van treballar amb el foc d'una forma més accidental, com Piero Manzoni o Jef Verheyen, que van crear unes peces de paper utilitzant el foc durant un vespre que van passar junts. De tots els artistes, Bernard Aubertin va ser el que més es va interessar en el treball amb el foc, gairebé centrant-se més en el procés de treball que en el resultat.

### La llum
La llum és un dels eixos centrals sobre els quals va girar la obra de gairebé tots els artistes pertanyents a Zero. L'exploració de la llum va portar els artistes a diversos plantejaments; alguns van explorar la seva vessant més conceptual i filosòfica, altres el seu paper fonamental per a permetre la visió, etc.
Aquest interès per la llum va sorgir en part a partir de la Segona Guerra Mundial, com per exemple el fet de tancar les llums per a no cridar l'atenció dels bombardejos. Per tant, la fi de la guerra suposava el retorn de la llum.
Otto Piene, crearia una sèrie anomenada Ballets de llum (Lichtballete, 1959-2014). Al mateix temps, Heinz Mack utilitzaria el metall per a fer visible el moviment de la llum, com també faria Hermann Goepfert a Optophonium (1961-62), que unia elements visuals i acústics. Adolf Luther i Christian Megert van utilitzar altres elements com els miralls, que els permetia jugar amb la llum. Molts d'aquests artistes van presentar la seva obra en exposicions centrades en temes com la llum i el moviment. Mack, Piene i Ueker van presentar Sala de llum (Homenatge a Fontana), l'any 1964, a la Documenta 3 a Kassel (Alemanya), una de les peces més importants sobre la llum.

### Moviment i vibració

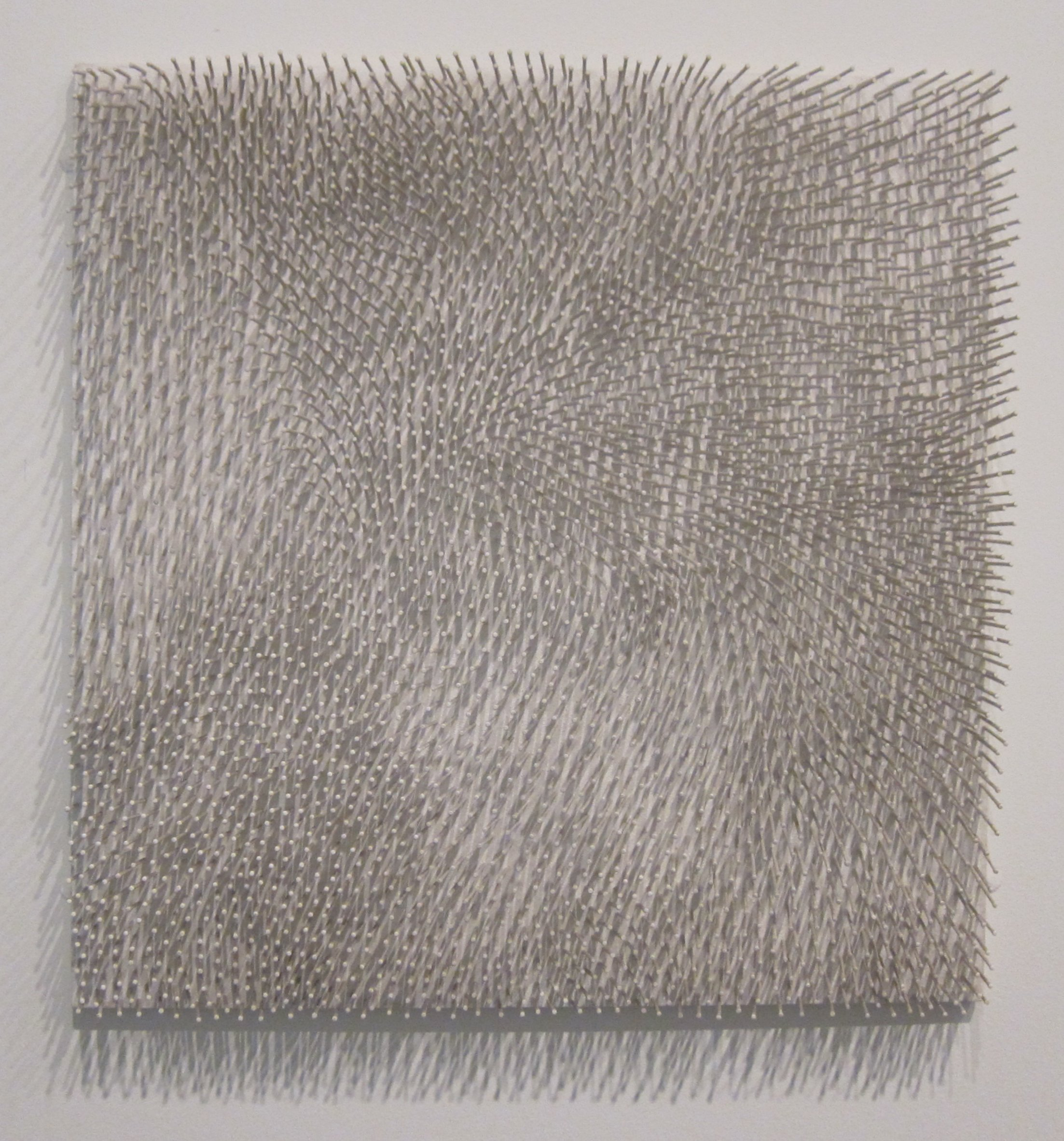
White Field, escultura realitza amb tècnica mixta per Günther Uecker, 1964, Tate Modern

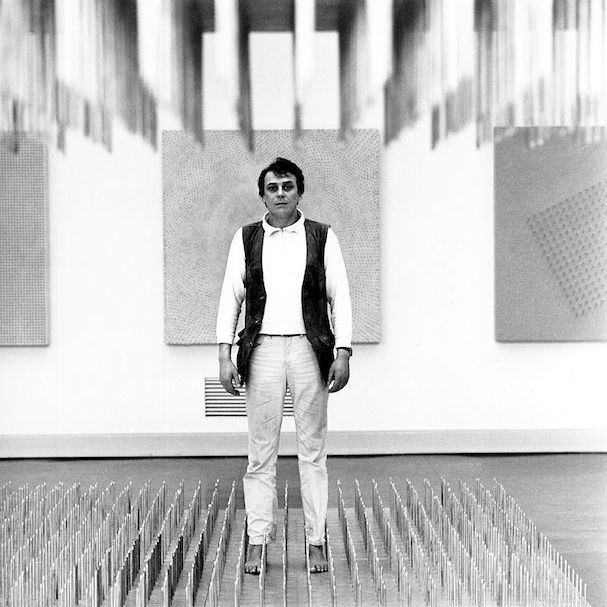
Günther Uecker fotografiat per Lothar Wolleh

A mitjans dels anys 50, els artistes Pol Bury, Jesús Rafael Soto i Jean Tinguely havien començat a explorar sobre el moviment virtual, els seus avenços van servir de referència a molts dels artistes Zero en l'experimentació amb la vibració i el moviment.
Tot i així, altres artistes van inclinar-se per a explorar la sensació de moviment a partir de la pintura i el relleu. Un exemple en són les pintures Estructura dinàmica (Dynasmische Struktur), de Heinz Mack, en què la combinació entre línies blanques i negres crea una sensació de vibració. Altres formes de treballar sobre aquesta idea incloïen, com en el cas de Günther Uecker, elements com els claus. Uecker creia que el metall podia crear la impressió de vibració, cobria panells plens de claus, a vegades incorporant il·luminació artificial específica. Altres artistes Zero també van trobar en els materials industrials una forma d'explorar el dinamisme.

### Materials quotidians
La utilització de materials quotidians va ser freqüent en un sector important dels artistes Zero, sobretot els més relacionats amb el Nou Realisme. Alguns dels artistes van introduir objectes quotidians per tal de trencar la barrera entre art i vida, introduint objectes reconeixibles en la seva producció artística.
Un exemple és Daniel Spoerri, que en el seu Tableaux Pièges (1964) va enganxar a una taula tots els objectes restants d'un sopar amb amics. Manzoni, com ja ha aparegut en l'apartat de monocromia, introduïa elements quotidians com el pa en Achrome (1961-62). Altres exemples són la utilització de plomes de coixí per Henk Peeters o l'ús de claus que feia Günther Uecker.

## Llegat

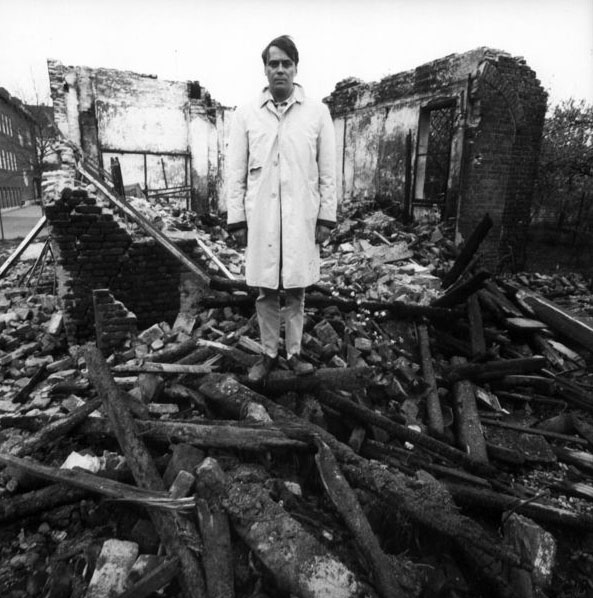
Günther Uecker sobre les ruïnes del seu estudi al carrer Oberkasseler, Düsseldorf, al voltant de 1965. Fotografiat per Lothar Wolleh

### Dissolució
La última aparició de Zero com a grup, va ser l'any 1966 en el Städtisches Kunsmuseum a Bonn. Els artistes de Zero van continuar treballant de forma independent després que el període actiu com a grup acabés en aquest any.
L'any 1973, es dedicaria una retrospectiva a l'activitat de Zero a Düsselforf. Tal com expressa la comissaria Renate Wiehager, Zero va marcar un abans i un després: “Al llarg de la seva trajectòria artística, Zero es va configurar com a moviment que va representar l'energia i la imaginació, a través de les seves obres, happenings, instal·lacions i escrits, d'una societat de postguerra que s'obria a un món més bell. La naturalesa i la tecnologia s'unien harmoniosament en l'art del Grup Zero, en uns anys en els quals la visió optimista de la vida apagava els obstacles polítics i socials heretats de la Segona Guerra Mundial.”

### Zero avui

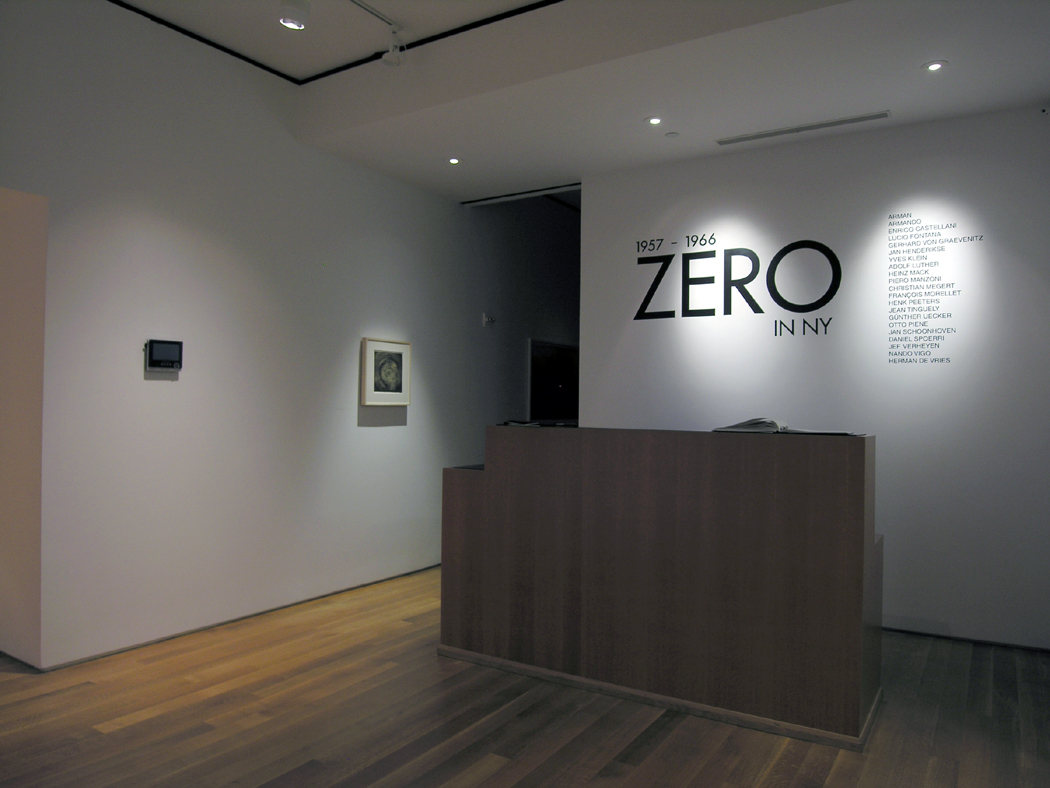
Fotografia d'una de les exposicions recents de Zero, a la Galeria Sperone de Nova York. L'exposició se centrava en la figura de Heinz Mack i s'anomenava “Heinz Mack: From ZERO to Today, 1955–2014.”, es va inaugurar el 5 de setembre de 2014

El desembre de 2008, es va fundar la ZERO Foundation, sorgida de la col·laboració entre el Museum Kunst Palast Foundation els artistes Heinz Mack, Otto Piene i Günther Uecker, creadors de Zero. Aquesta col·laboració respon al desig de preservar i difondre el llegat del moviment, promovent també la recerca i estudi.
Els artistes van donar diverses obres i material d'arxiu del període Zero, amb material molt divers (fotografies, cartes, crítiques, etc.). La fundació es dedica a estudiar l'arxiu a promoure el desenvolupament d'exposicions i projectes de recerca, contactant amb col·leccionistes d'art i museus per tal de difondre l'obra i la tasca de Zero als diferents països. Un punt destacat d'aquesta fundació és que ha tingut l'ajuda dels artistes fundadors del grup, sense els quals ZERO Foundation no disposaria de molt del material que té avui.
Des de la dissolució de Zero (1966), s'han realitzat al voltant de 60 exposicions del grup a Europa i als Estats Units. Entre elles destaca l'exposició organitzada pel Museu Guggeinhem de Nova York: Zero: Countdown to Tomorrow, 1950s-60s, inaugurada el 10 d'octubre de 2014.